# 蒂布龍島
28°58′09″N 112°21′41″W / 28.96917°N 112.36139°W

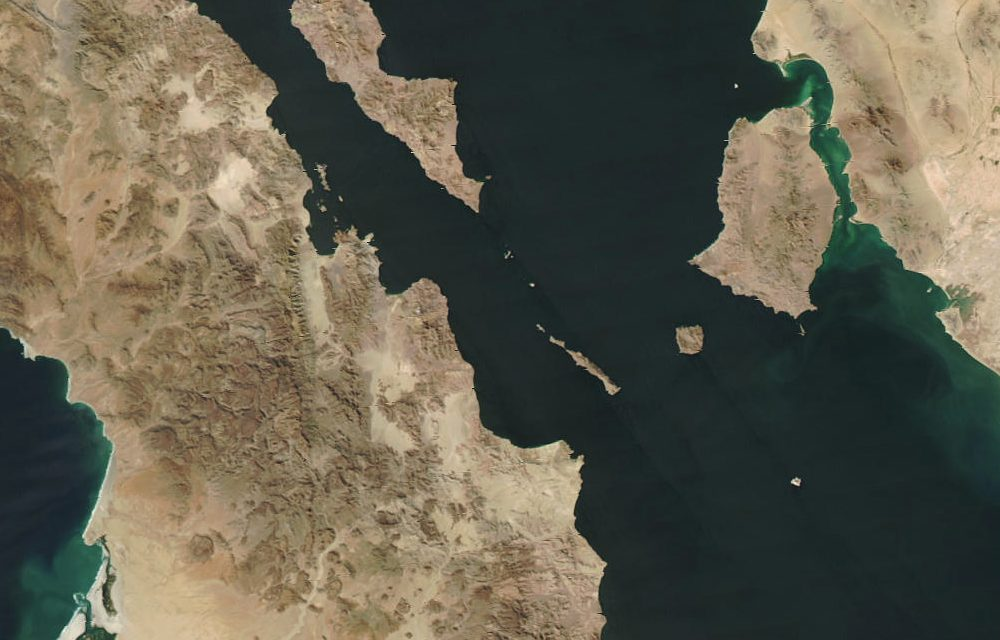
蒂布龍島的衛星圖片（右上）

蒂布龍島是墨西哥的島嶼，由索諾拉州負責管轄，島嶼長53公里、寬33公里，面積1,200平方公里，是加利福尼亞灣和墨西哥最大的島嶼，島上最高點海拔1,450米。該島在1963年成為自然保護區。

## 外部連結
- Tiburón Island at gotosonora.com
- Map of Sonora （页面存档备份，存于） at e-local.gob.mx